# 迪牙尔·库马什
迪牙尔·库马什（1933年—），新疆乌鲁木齐市芦草沟乡人，哈萨克族，中华人民共和国政治人物。

## 生平
早年考入新疆第二师范学校，后加入乌鲁木齐地方干部培训班。1950年加入中国共青团。1954年加入中国共产党，长期在乌鲁木齐十区工作。1962年，边民外逃事件波及乌鲁木齐县，他成功稳定当地民众民心，次年进入北京中央党校学习。文化大革命期间，受到冲击，下放到五七干校。1973年，起任乌鲁木齐计划委员会工作，解决乌鲁木齐县与周边各县的牧场纠纷。1975年，调任伊犁哈萨克自治州，担任组织部副部长，处理当时撤销兵团农七师的问题。1980年，调任新疆自治区政府秘书长。1983年，改任伊犁哈萨克自治州州长、党委副书记。1988年1月至1993年1月，担任中国人民政治协商会议新疆维吾尔自治区委员会第六届委员会副主席，同期兼任新疆自治区政协民族宗教和法制委员会主任。之后连任第七届委员会副主席。1999年退休。